# Aeroportul Basel-Mulhouse-Freiburg
Aeroportul Basel-Mulhouse-Freiburg (IATA: BSL, MLH, EAP, ICAO: LFSB) este un aeroport din Franța ce deservește zona Basel. Aeroportul a fost tranzitat în 2022 de 7.050.765 de pasageri.
Situat la o altitudine de 238 m, aeroportul dispune de 2 piste.

## Infrastructură

### Piste
Aeroportul dispune de 2 piste. Pista 09/27 are suprafața de asfalt și dimensiunile 7.201 picioare × 150 picioare. Pista 18/36 are suprafața de asfalt și dimensiunile 7.849 picioare × 150 picioare. 